# Закон Гирса
Закон Гирса — фонологическое правило для аккадского языка. Согласно этому закону, два различных абруптивных согласных (ṭ, ṣ, ḳ) не могут находиться в одном аккадском слове. Называн в честь Фредерика Гирса, который обнаружил это в 1945.
Закон обычно влияет на семитские корни, корням где абруптивные согласные подвергаются диссимиляции. Например:
- семитский * ṣ̂bṭ> аккадский ṣabātu, «захватить»
- семитский * ḳṭn> аккадский ḳatānu, «быть тонким»
- семитский * ḳṣr> аккадский kaṣāru, «связать»
- семитский * ṣ̂yḳ> аккадский siāḳu, «быть узким»

Такая диссимиляция более вероятна, если эмфатические согласные были фарингальными.
Это также затронуло заимствованные слова. Например, аморит. *qṭl > аккадский ḳtl. В редких случаях закон не действовал, например ḳaṣû вместо kaṣû.
Если семитские эмфатические согласные были абруптивные, то закон Гирса объясняет это как проявление широко распространенного ограничения в языках, имеющих абруптивные, который запрещает одновременно два абруптивных в корне.